# Киото, Ромель
Ромель Самир Киото Робинсон (исп. Romell Samir Quioto Robinson; 9 августа 1991, Бальфате, Гондурас) — гондурасский футболист, нападающий клуба «Аль-Араби» и сборной Гондураса.

## Биография

### Клубная карьера
Киото воспитанник клуба «Унион Аякс», в котором играл вместе со своим братом Логаном. Затем перешёл в клуб «Вида» из города Ла-Сейба, с которым дебютировал в высшей лиге Гондураса. В лиге дебютировал 7 марта 2010 года, в матче с клубом «Реал Хувентуд» из Санта-Барбары, в котором «Вида» одержала победу 4:1, причём один из голов забил Киото. По итогам сезона занял третье место в лиге. Повторил это достижение год спустя, в чемпионате 2011 года.
В мае 2012 года приехал на просмотр в краковскую «Вислу». В июле был арендован польской командой на год, с опцией первого выкупа. В «белой звезде» дебютировал 11 августа, в матче на Кубок Польши с любоньским КС, выигранном «Вислой» со счётом 5:0.
Ещё до окончания сезона вернулся в свой прежний клуб, а спустя год перешёл в «Олимпию», в её составе выиграл три чемпионских титула.
23 декабря 2016 игрок договорился о переходе в американский клуб «Хьюстон Динамо». Дебют в MLS, 4 марта 2017 года в матче против «Сиэтл Саундерс», завершившемся выигрышем со счётом 2:1, отметил голом. В 2018 году помог «Динамо» впервые в истории клуба завоевать Открытый кубок США:
20 ноября 2019 года Киото был обменян в «Монреаль Импакт» на Виктора Кабреру и $100 тыс. в общих распределительных средствах. Свой дебют за канадский клуб, 19 февраля 2020 года в первом матче ⅛ финала Лиги чемпионов КОНКАКАФ 2020 против коста-риканской «Саприссы», отметил голом. 30 ноября 2020 года Киото продлил контракт с «Монреалем» на два года с опцией ещё на один год. По итогам сезона 2020, в 19 матчах которого забил 8 мячей и отдал 6 результативных передач, был назван самым ценным игроком клуба. По окончании сезона 2022 «Клёб де Фут Монреаль» задействовал опцию продления контракта с Киото. По окончании сезона 2023 срок контракта Киото с «Клёб де Фут Монреаль» истёк.
14 января 2024 года Киото подписал контракт с иранским клубом «Трактор» сроком на 18 месяцев, но через две недели, 2 февраля, он расторг контракт с клубом.
7 февраля 2024 года Киото подписал контракт с клубом Первого дивизиона Саудовской Аравии «Аль-Араби».

### Карьера в сборной
В 2012 году Киото был включён в состав сборной Гондураса до 23 лет, для участия в отборочном турнире к Олимпийским играм в Лондоне. Первую игру провёл в проигранном 0:3 матче с олимпийской сборной Мексики, а затем играл также и в финальном матче за путёвку с этой же командой, в котором записал гол на свой счёт. Его команда проиграла 1:2, но прошла на олимпийский турнир. В июне попал в расширенный список 22 игроков, для олимпийского турнира, но не попал в окончательный состав сборной на Олимпиаду.
Первый вызов в сборную Гондураса получил от колумбийского тренера Луиса Суареса. В национальной команде дебютировал 29 февраля 2012 года в товарищеском матче со сборной Эквадора, проигранном Гондурасом со счётом 0:2, в котором вышел на поле на 62-й минуте, заменив Энтони Лосано. Первый гол за сборную забил 10 февраля 2016 года в товарищеском матче с Гватемалой.
Был включён в состав сборной Гондураса на Золотой кубок КОНКАКАФ 2019.
Был включён в состав сборной на Золотой кубок КОНКАКАФ 2021.

## Достижения
Командные
«Олимпия»
- Чемпион Гондураса: клаусура 2014, клаусура 2015, клаусура 2016
- Обладатель Кубка Гондураса: 2015
- Обладатель Суперкубка Гондураса: клаусура 2014

«Хьюстон Динамо»
- Обладатель Открытого кубка США: 2018